# Piñas (Équateur)
Piñas est la paroisse principale (parroquias) du canton de Piñas, qui se situe à une altitude de 1 126 mètres.

## Subdivision
L'Équateur est divisé en 24 provinces (provincias), elles-mêmes subdivisées en cantons (cantones) et paroisses (parroquias).

## Histoire
La ville de Piñas  a été fondée par Juan de Loayza en 1815 : Il l'appela Piñas d'après le nom de son village de naissance, en Espagne.
Piñas est aussi surnommée « l'orchidée des Andes » en raison de la grande variété des orchidées sauvages trouvées dans cette région de l'Équateur méridional.

## Galerie de photographies

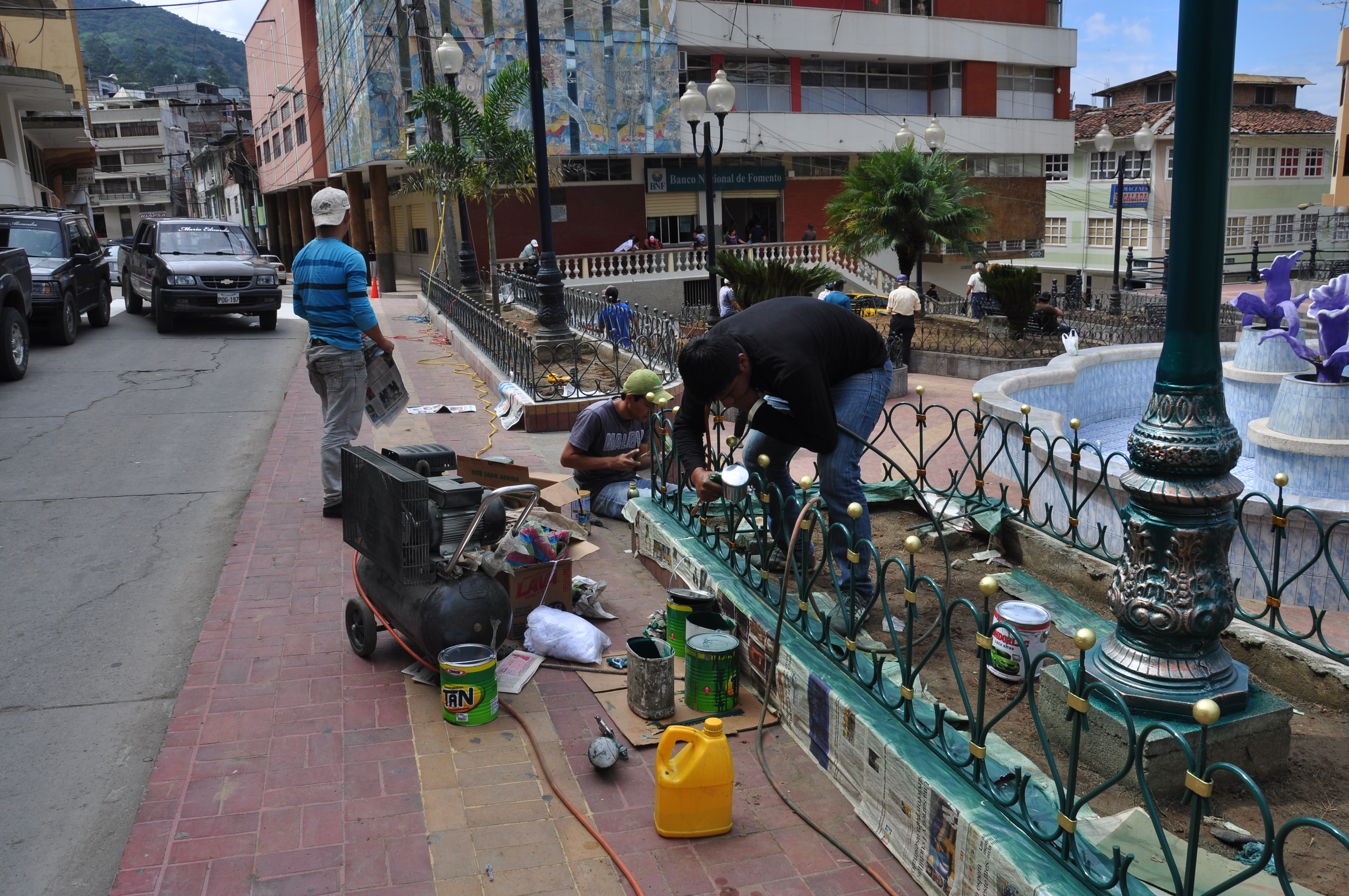
Travaux sur le Parque Central de Piñas.
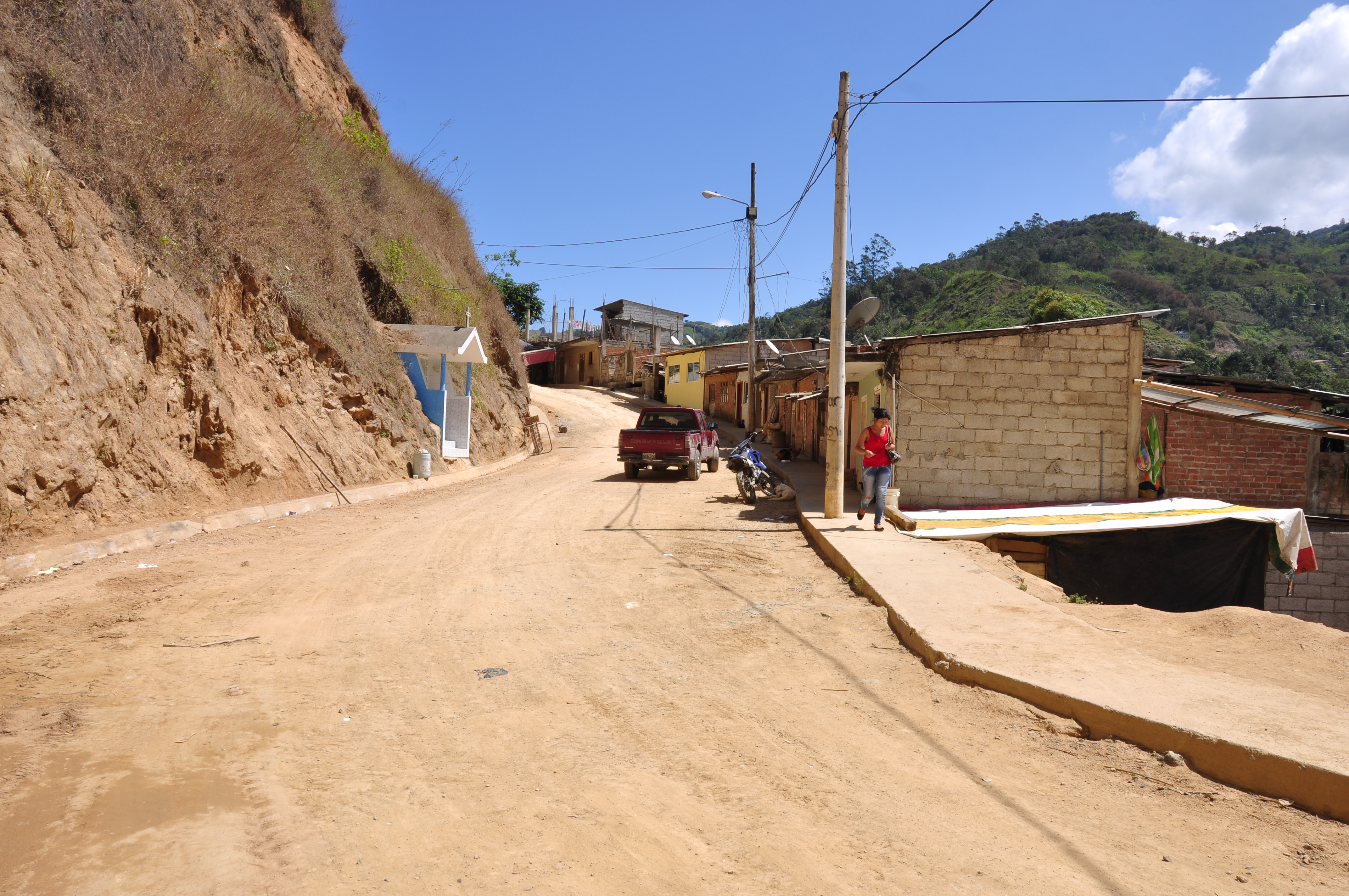
Une rue de Piñas.
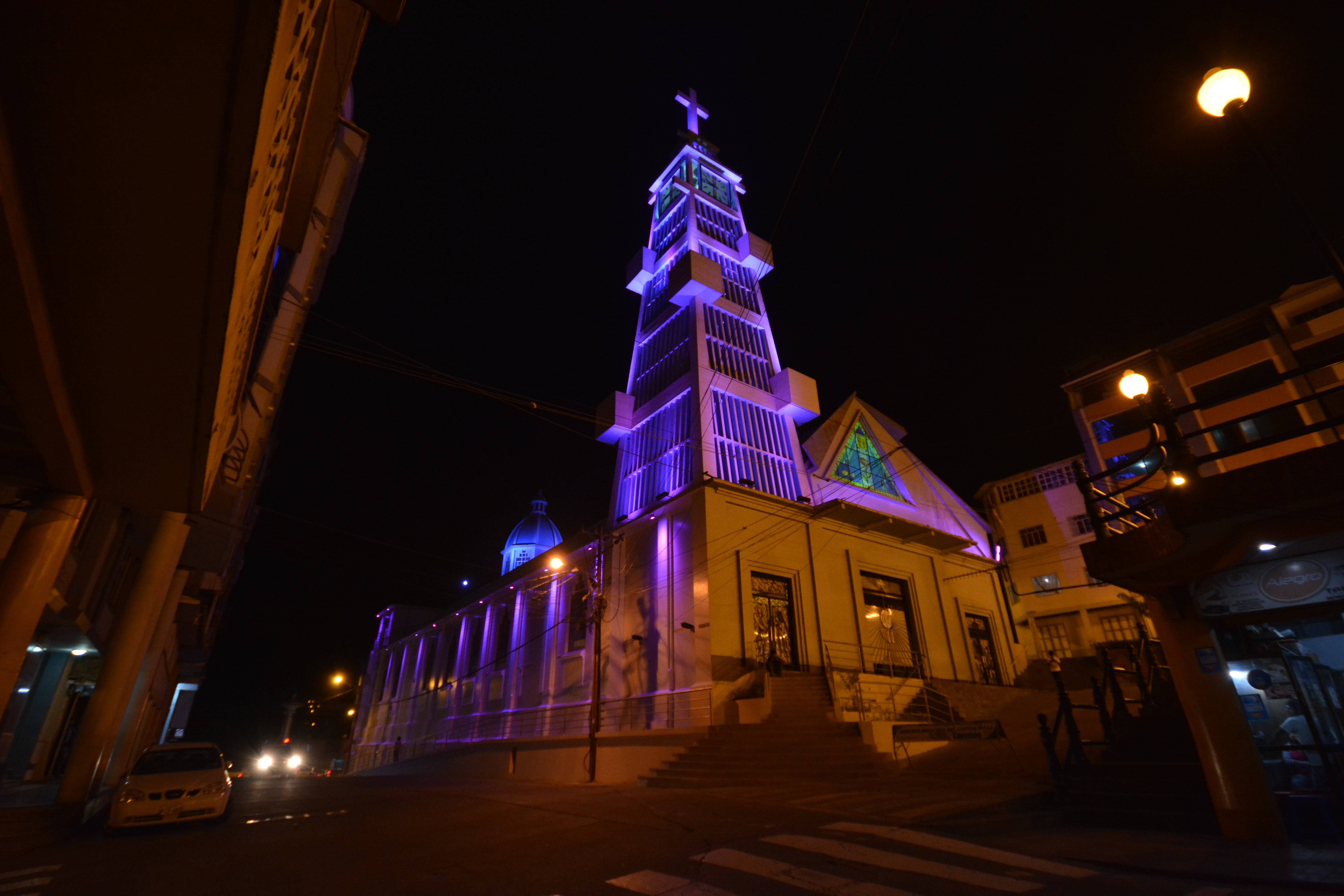
Une église de Piñas.
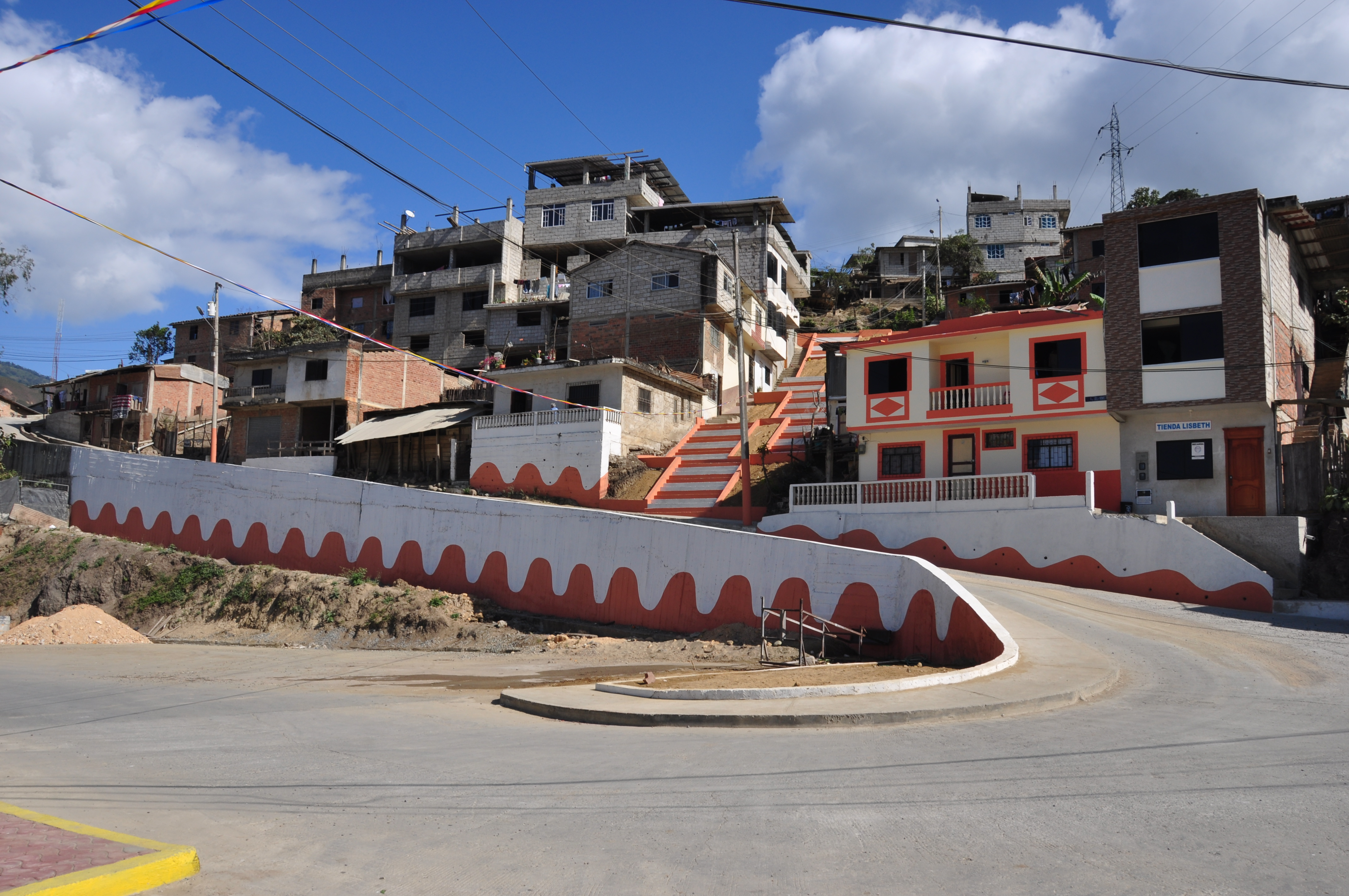
Vue d'un quartier de Piñas.